# Тувинцы-тоджинцы
Тувинцы-тоджинцы (тоджинцы, самоназвание туга, туха) — особая этническая группа тувинцев, компактно проживающая в Тоджинском и Тере-Хольском кожуунах. Численность — 7278 человек (2021 г.). Относятся к малочисленным народам Сибири, что даёт им право пользоваться соответствующими льготами.

## Численность
Численность тувинцев-тоджинцев в населённых пунктах в 2002 г.:
- Республика Тыва:
  - село Кунгуртуг — 1785
  - село Адыр-Кежиг — 1096
  - село Ий — 1077
  - село Сыстыг-Хем — 155
  - село Чазылары — 119

## Язык
Говорят на тоджинском диалекте тувинского языка.

## Занятия
В отличие от других этнических групп тувинцев занимаются оленеводством, а также сбором дикоросов (грибы, ягоды), охотой и в меньшей степени — рыболовством. Исторически собирательство в Тодже ориентировалось и на сбор женщинами луковиц сараны (до 100 и более кг на семью). Запасы хранились в кожаных сумках в высушенном виде. Заготавливали и кедровые орехи. Тоджинцы обрабатывали шкуры, выделывали кожу и бересту для изготовления одежды, утвари и покрышек чума, ремней. Было известно кузнечное и столярное дело. В 1990-е годы оленеводство у тоджинцев видимо почти сошло на нет, это видно по данным о численности оленьего поголовья в целом по республике Тува: в 1990 году в Туве было 8,6 тыс. оленей, в 2000 году 1,1 тыс. оленей, в 2010 году 2,2 тыс. оленей.

## Жилище
Традиционным жилищем оленеводов был чум, который имел каркас из соединённых вверху, наклонно установленных, шестов. Его крыли берестой и лосиными шкурами.

## Праздничная культура
Новогодний праздник — шагаа, хозяйственные праздники обработки шерсти и изготовления войлока, семейно-бытовые — свадебный цикл, рождение ребёнка, стрижка волос, религиозно-ламаистские — освящение жертвенного места, оросительного канала и др. Во время праздничных мероприятий проводили спортивные состязания по борьбе хуреш и стрельбе из лука, конные скачки и др.

## Духовная культура
Устное поэтическое творчество представлено различными жанрами: героический эпос, легенды, мифы, предания, песни, пословицы и поговорки.

## Происхождение
Как полагают исследователи, тоджинцы сложились в результате смешения древнего кетоязычного и самодийского населения с племенами дубо, переселившихся в регион Саяно-Алтая. Традиционно дубо (туба, туха) отождествляются с древними тюркскими племенами теле. При этом по мнению А. С. Шабалова, первоначально теле (в том числе дубо) представляли собой монголоязычную группу племён, подвергшихся тюркизации в конце IV века н. э.

## Генетика
Доля по Y гаплогруппам оказалась: Q — 52 %, N — 37% из них: N-L666 — 21 %, N3a5а — 12 %.